# 30 mm шестстволен зенитен автомат 6К30ГШ
30 mm шестстволно зенитно автоматично оръдие 6К30ГШ е модификация на зенитното автоматично оръдие оръдие ГШ-6-30К с калибър 30 mm.
Разработено е от конструкторите В. П. Грязев и А. Г. Шипунов. Предназначено е за окомплектоване с него на ракетно-пушечните комплекси за ПРО на корабите от ВМФ за близката зона (ЗРАК „Кортик“).
Конструкцията на оръдието е по схемата на „Гатлинг“ с въртящ се блок стволове. Автоматиката му работи за сметка на енергията на барутните газове, отвеждани от стволовете, което е нетипично за такъв клас оръжия (тъй като първата картечница на Гатлинг има ръчно механично задвижване, а при съвременните образци на оръжията по схемата на Гатлинг автоматиката работи с външно задвижване, като правило от електромотор). Управлението на стрелбата е дистанционно.
| Основни тактико-технически характеристики                                     |                 |
| ----------------------------------------------------------------------------- | --------------- |
| Ресурс, изстрела                                                              | 8000            |
| Подаване                                                                      | беззвенево      |
| Сила на отката, кN                                                            | 70              |
| Способ за възпламеняване на заряда в патрона                                  | електрически    |
| Маса на патрона, kg                                                           | 0,83            |
| Напрежение на захранването с постоянен ток, V                                 | 27              |
| Условия за експлоатация, °C                                                   | от – 40 до + 50 |
| Налягане на сгъстения въздух, подаван към пневмостартера на автомата, kgf/cm2 | 70              |
| Система за охлаждене на блока стволове                                        | изпарителна     |